# Lansing (Iowa)
Lansing – miasto w Stanach Zjednoczonych, w stanie Iowa, w hrabstwie Allamakee. W 2000 roku liczyło 1012 mieszkańców.